# Шаувхалов, Руслан
Руслан Шаувхалов (31 декабря 1996, Грозный) — российский футболист, полузащитник.

## Биография
Воспитанник грозненского «Терека», также занимался в московских командах «Спартак» и «Смена». В 2012 году признавался лучшим игроком юношеского первенства России в зоне ЮФО и СКФО.
В 2013 году перешёл в молдавскую «Дачию», поначалу играл за её молодёжную команду. В основном составе клуба дебютировал в чемпионате Молдавии 20 марта 2015 года в матче против «Динамо-Авто», заменив на 64-й минуте Андрея Ковалёва. Осенью 2015 года играл на правах аренды за клуб «Академия» (Кишинёв). В его составе 8 августа 2015 года забил свой первый гол на высшем уровне, в ворота бельцкой «Зари», гол стал победным в матче. В начале 2016 года вернулся в «Дачию», но в составе так и не закрепился и в январе 2017 года покинул команду.
В начале 2017 года был на просмотре в «Анжи», но безуспешно.
По национальности ингуш.